# صموئيل جولد
صموئيل جولد (بالمجرية: Gold Sámuel)‏ هو مؤلف مسائل شطرنج ‏ مجري، ولد في 2 يوليو 1835، وتوفي في 9 نوفمبر 1920 في نيويورك في الولايات المتحدة.